# La Leggenda della nascita di Sargon

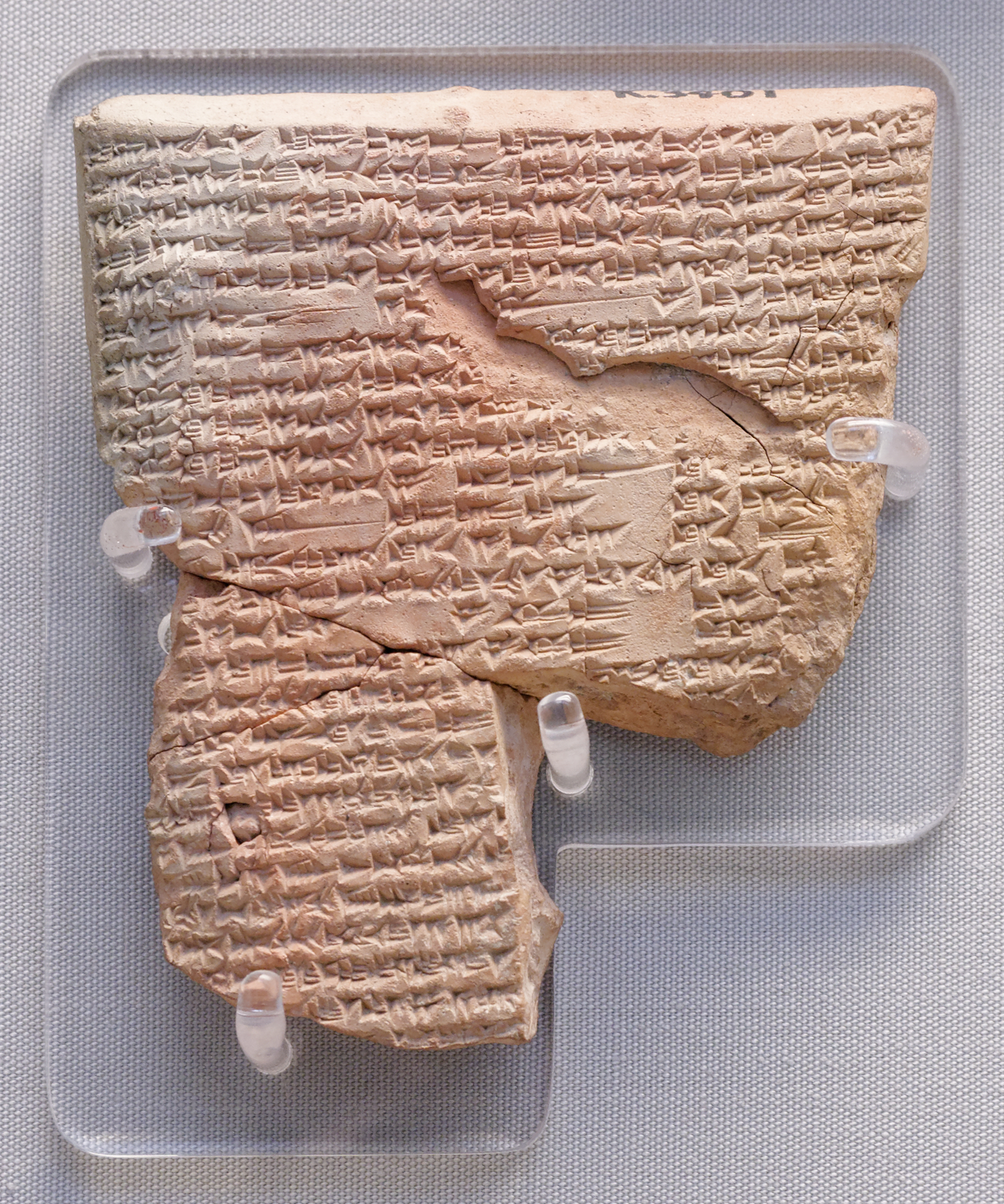
La tavola K 3401 conservata al British Museum di Londra, contenente il principale dei quattro manoscritti inerenti alla cosiddetta "Leggenda della nascita di Sargon" (Šarru-kīnu). La tavola fu rinvenuta, insieme ad altre due tavole relative, K 4470 e K 7249, alla metà del XIX secolo, tra i resti della biblioteca reale nel palazzo del re Assurbanipal (Aššur-bāni-apli) a Ninive. Vent'anni dopo, nello stesso sito, fu rinvenuta la tavola Sm 2118 a integrare la K 3401. Un ulteriore, e ultimo, testimone è la tavola BM 47449 rinvenuta a Dailem e conservata sempre al British Museum.

La Leggenda della nascita di Sargon è un testo in lingua neoassira risalente all'VIII secolo a.C., le cui prime due colonne sono state ricostruite per mezzo di tre tavole rinvenute alla metà del XIX secolo tra i resti della biblioteca reale nel palazzo del re Assurbanipal (Aššur-bāni-apli) a Ninive, più un'ulteriore tavola, riferita sempre a frammenti delle prime due colonne, rinvenuta a Dailem (nei pressi di Babilonia). 
Il testo racconta le origini e le imprese del fondatore del primo impero semitico (Sargon di Akkad, XXIV sec. a.C.), qui considerato figlio di una importante sacerdotessa e dal padre sconosciuto. Il testo ha probabilmente lo scopo di celebrare, per mezzo di questo antico richiamo all'imperatore accadico, proprio Sargon II, imperatore assiro dell'VIII secolo a.C. che, come il Sargon accadico del XXIV secolo a.C., si presentava come un sovrano nuovo, privo di una eredità accertata. 

Il testo conserva il suo particolare interesse anche per l'evidente connessione con il racconto dei natali del Mosè biblico, così come riportato nel libro in lingua ebraica dell'Esodo (Šemot), testo, quello ebraico, non anteriore al VI secolo a.C..

## Il testo
Trascrizione del testo neoassiro di Brian Lewis in The Sargon Legend. A Study of the Akkadian Text and the Tale of the Hero Who Was Exposed at Birth (ASOR Dissertation; Cambridge, MA 1980), ripresa in Luigi Santopaolo, Il Bambino e Il Fiume, Roma, Pontificio Istituto Biblico; la traduzione è di Giuseppe Del Monte, in  Iscrizioni reali dal Vicino Oriente Antico, Pisa, Università di Pisa, 2004. 
Un'ulteriore trascrizione è reperibile in Joan Goodnick Westenholz, Legends of the Kings of Akkade- The Texts.  Eisenbrauns Winona Lake, Indiana 1997, mentre una seconda traduzione accademica, quella dell'assiriologo statunitense Joan Goodnick Westenholz, è in nota:.
(Traduzione di Giuseppe Del Monte, Iscrizioni reali dal Vicino Oriente Antico, Pisa, Università di Pisa, 2004, p.16)